# Apiocephalus licheneus
Apiocephalus licheneus är en skalbaggsart som beskrevs av Charles Joseph Gahan 1906. Apiocephalus licheneus ingår i släktet Apiocephalus och familjen långhorningar. Inga underarter finns listade i Catalogue of Life.